# Kazachse voetbalbeker 2006
2006 was het vijftiende seizoen van de Beker van Kazachstan. De 39 deelnemende ploegen streden van 17 april t/m 8 november in een knock-outsysteem. De kwart- en halve finales bestonden uit een heen- en een terugwedstrijd.

## Voorronde
De wedstrijden werden gespeeld op 17 april 2006.
| Thuisclub             | Uitslag  | Uitclub                         |
| --------------------- | -------- | ------------------------------- |
| Aqjayıq FK Oral       | 3-0      | Jastar FK Oral                  |
| Aqsu FK Stepnogor     | 2-0      | Avanğard FK Petropavl           |
| Asbest FK Jitiqara    | 3-1 n.v. | Tobıl-2 FK Qostanay             |
| Bolat-MST FK Temirtaw | 1-7      | Şaxter-Yunost FK Qarağandı      |
| Cesna FK Almatı       | 4-1      | Koksı FK Taldıqorğan            |
| Jetisu FK Taldıqorğan | 2-0      | Jeleznodorojnïk FK Almatı       |
| Ordabası-2 FK Şımkent | 3-2      | Jambıl FK Taraz                 |
| vrijgeloot            |          | Almatı FK                       |
| vrijgeloot            |          | Aqtöbe FK                       |
| vrijgeloot            |          | Aqtöbe-Jas FK                   |
| vrijgeloot            |          | Astana FK                       |
| vrijgeloot            |          | Atıraw FK                       |
| vrijgeloot            |          | Ekibastuzec Ekibastuz FK        |
| vrijgeloot            |          | Energetïk FK Pavlodar           |
| vrijgeloot            |          | Ertis FK Pavlodar               |
| vrijgeloot            |          | Ertis-2 FK Pavlodar             |
| vrijgeloot            |          | Gornyak FK Xromtaw              |
| vrijgeloot            |          | Jetisu FK Taldıqorğan           |
| vrijgeloot            |          | Kaspïy FK Aqtaw                 |
| vrijgeloot            |          | Esil-Bogatır FK Petropavl       |
| vrijgeloot            |          | Megasport FK Almatı             |
| vrijgeloot            |          | Munayşı FK Atıraw               |
| vrijgeloot            |          | Oqjetpes FK Kökşetaw            |
| vrijgeloot            |          | Ordabası FK Şımkent             |
| vrijgeloot            |          | Qarasay Sarbazdarı FK Qaskeleñ  |
| vrijgeloot            |          | Qayrat FK Almatı                |
| vrijgeloot            |          | Qaysar FK Qızılorda             |
| vrijgeloot            |          | Qaysar-Jas FK Qızılorda         |
| vrijgeloot            |          | Qazaqmıs FK Sätbaev             |
| vrijgeloot            |          | Raxat-Centr FK Astana           |
| vrijgeloot            |          | Semey FK                        |
| vrijgeloot            |          | Sportakademïya Qayrat FK Talğar |
| vrijgeloot            |          | Şaxter FK Qarağandı             |
| vrijgeloot            |          | Taraz FK                        |
| vrijgeloot            |          | Tobıl FK Qostanay               |
| vrijgeloot            |          | Vostok FK Öskemen               |
| vrijgeloot            |          | Vostok-2 FK Öskemen             |

## Eerste ronde
De wedstrijden werden gespeeld op 26 april 2006.
| Thuisclub                  | Uitslag        | Uitclub                   |
| -------------------------- | -------------- | ------------------------- |
| Aqjayıq FK Oral            | 0-2            | Tobıl FK Qostanay         |
| Aqsu FK Stepnogor          | 0-2            | Oqjetpes FK Kökşetaw      |
| Aqtöbe-Jas FK              | 1-3            | Energetïk FK Pavlodar     |
| Asbest FK Jitiqara         | 0-2            | Esil-Bogatır FK Petropavl |
| Cesna FK Almatı            | 2-3            | Ertis FK Pavlodar         |
| Ertis-2 FK Pavlodar        | 0-2            | Taraz FK                  |
| Gornyak FK Xromtaw         | 0-2            | Aqtöbe FK                 |
| Jetisu FK Taldıqorğan      | 1-0            | Vostok FK Öskemen         |
| Kaspïy FK Aqtaw            | 2-3            | Atıraw FK                 |
| Munayşı FK Atıraw          | 0-3            | Qayrat-Almatı QTJ         |
| Ordabası-2 FK Şımkent      | 0-2            | Astana FK                 |
| Qaysar-Jas FK Qızılorda    | 0-4            | Ordabası FK Şımkent       |
| Raxat-Centr FK Astana      | 0-5            | Şaxter FK Qarağandı       |
| Semey FK                   | 1              | Ekibastuzec Ekibastuz FK  |
| Şaxter-Yunost FK Qarağandı | 0-5            | Almatı FK                 |
| Vostok-2 FK Öskemen        | 3-3 (6-5 n.s.) | Qaysar FK Qızılorda       |

1 Spartak FK Semey|Semey FK trok zich terug.

## Achtste finale
De wedstrijden werden gespeeld op 10 & 11 mei 2006.
| Thuisclub                | Uitslag        | Uitclub                   |
| ------------------------ | -------------- | ------------------------- |
| Almatı FK                | 3-2            | Taraz FK                  |
| Aqtöbe FK                | 5-1            | Ordabası FK Şımkent       |
| Astana FK                | 3-0            | Vostok-2 FK Öskemen       |
| Atıraw FK                | 0-2            | Tobıl FK Qostanay         |
| Ekibastuzec Ekibastuz FK | 1-3            | Oqjetpes FK Kökşetaw      |
| Ertis FK Pavlodar        | 1-0            | Esil-Bogatır FK Petropavl |
| Qayrat-Almatı QTJ        | 3-3 (3-4 n.s.) | Energetïk FK Pavlodar     |
| Şaxter FK Qarağandı      | 4-1            | Jetisu FK Taldıqorğan     |

## Kwartfinale
De wedstrijden werden gespeeld op 24 mei & 11 juni 2006.
| Thuisclub             | Uitslag | Uitslag | Uitclub             |
| --------------------- | ------- | ------- | ------------------- |
| Aqtöbe FK             | 2-1     | 0-1     | Şaxter FK Qarağandı |
| Energetïk FK Pavlodar | 0-2     | 1-0     | Ertis FK Pavlodar   |
| Oqjetpes FK Kökşetaw  | 0-0     | 0-1     | Astana FK           |
| Tobıl FK Qostanay     | 2-2     | 0-1     | Almatı FK           |

## Halve finale
De wedstrijden werden gespeeld op 21 juni, 26 juli & 30 augustus 2006.
| Thuisclub           | Uitslag | Uitslag | Uitclub   |
| ------------------- | ------- | ------- | --------- |
| Ertis FK Pavlodar   | 3-1     | 0-2     | Almatı FK |
| Şaxter FK Qarağandı | 2-2     | 1-1     | Astana FK |

## Finale
|                 |                                 |            |                   |                                                                    |
| 8 november 2006 | Almatı FK                       | 3 - 1 n.v. | Astana FK         | Almatı Ortalıq Stadïon Toeschouwers: 4.700 Scheidsrechter: Griniak |
| 8 november 2006 | Jafar Ïrïsmetov 45'; 103', 108' | KFF        | Jalmagambetov 86' | Almatı Ortalıq Stadïon Toeschouwers: 4.700 Scheidsrechter: Griniak |